# 海埔教會
海埔教會位於臺灣高雄市湖內區，是臺灣基督長老教會的教會之一。該會創立於1910年，1935年時信徒總數有346人。教會建築共有四代，現除了2003年落成的第四代建築外，第三代建築也有保存下來。

## 沿革

### 建堂以前
在臺灣清治時期晚期到日治初期，海埔地區已有少數人接觸基督教並成為信徒，例如曾大量（曾持衡）、楊鑑等人。而由於當時海埔大多數居民排斥基督教，楊鑑與其子楊登遷往臺南，於亭仔腳禮拜堂（今太平境馬雅各紀念教會）做禮拜。
後來楊鑑與大甲地區（在仁德區）的盧宰、宋保生、張田，以及海埔地區的李萬、黃群等人，設立大甲集會所（大甲教會），會請亭仔腳禮拜堂、臺南神學院的人員前來助講。然而由於大甲的熱心信徒盧宰、宋保生遷往臺南，大甲地區信徒減少，海埔地區仍持續增加。後來大甲集會所遭強風摧毀，由於海埔地區信徒眾多，而海埔信徒要前往大甲需要涉過二層行溪（二仁溪）等因素，因而1908年左右決定改在海埔園仔內（海埔段1293號）建禮拜堂。

### 建堂

第三代海埔教會建築

海埔教會建立於1910年，而根據1914年1月25日英國母會機關報中宣教師廉德烈的報告，第一代建築是茅草屋頂，大約可以容納50人。平常當地信徒會自己做禮拜，偶爾會得到臺南神學院的學生或長老的協助。海埔教會信徒增長快速，甚至已比大甲教會還多。而由於信徒大幅增加，禮拜時甚至有不少人無法進去，因此有興建新的禮拜堂的想法。在宣教師廉德烈的報告中，提到預計要耗費1500或1600圓（約170英鎊），而英國母會願意贊助四分之一的費用。
第二代建築位於今仁愛街48號（海埔1343號地），當時土地與建物登記在曾坐名下。1912年12月17日獲政府承認「臺灣基督長老教會海埔禮拜堂」。1915年2月2日，海埔教會成為太平境教會分出第15間支會。因當時難聘牧師，1918年3月11日太平境教會鼓勵各支會聯合聘牧自立。1920年1月3日，太平境教會小會議決議聯合中路、海埔、中州支會成為「歸仁北分立堂會」，3月2日楊世註牧師到任。
1930年成立高雄中會，海埔教會劃歸高雄中會管轄，並改成隸屬於岡山教會的支會。1937年2月2日，高雄中會在旗山教會召開第六屆會議，議長蘇育才宣布海埔教會升格堂會。1941年，高雄中會第十屆會議在海埔教會召開。1941年4月20日，劉淇水就任海埔教會第一任牧師。
二次大戰後，1948年3月28日召開和會，會中決議建新的禮拜堂。因當時信眾大多經濟拮据，所以推行三年儲蓄計畫來籌備建築費用。1952年11月2日工程動工，後於1953年3月9日落成，並在該年12月1日舉行獻堂典禮。1955年10月10日，海埔教會分出湖內聖教會。1958年1月15日，分出太爺長老教會。1964年5月4日，分出大湖長老教會。
1991年，教會購買園子內建堂用地（1720萬）。2003年6月29日，於第三代建築做最後禮拜，7月6日起在第四代建築進行禮拜。

## 歷任牧師
| 任次 | 姓名   | 備註                                            |
| ---- | ------ | ----------------------------------------------- |
| 1    | 劉淇水 | 1941年4月20日就任                               |
| 2    | 蔡兩全 |                                                 |
| 3    | 李德結 | 任內興建第三代建築。                            |
| 4    | 侯蓮湖 |                                                 |
| 5    | 蔡兩全 |                                                 |
| 6    | 廖三炮 |                                                 |
| 7    | 林仁和 |                                                 |
| 8    | 葉崑東 |                                                 |
| 9    | 姚啟耀 |                                                 |
| 10   | 蔡國珍 | 2004年8月1日正式上任，8月29日舉行授職就任禮拜。 |

## 外部連結
- 海埔教會 （页面存档备份，存于）